# 미에노 야스시
미에노 야스시(일본어: 三重野 康, 1924년 3월 17일~2012년 4월 15일)는 일본의 관료다.

## 생애
1924년 3월에 도쿄부에서 태어났다. 태어난 지 얼마 지나지 않아 남만주철도주식회사에서 일하는 아버지가 전근을 가면서 만주로 이사를 갔고 소학교도 만주에서 나왔다. 이후 일본으로 돌아가 중학교 1학년 1학기부터 2학년 1학기까지는 오이타현의 백모집에서 숙박하며 오이타 중학교를 다녔다. 2학년 2학기부터 다시 만주로 돌아가 거기서 중학교를 나왔다. 그리고 다시 일본에 가서 제일고등학교를 졸업했다. 미에노는 만주를 자신의 고향으로, 오이타는 제2의 고향으로 여겼다.。
1947년에 도쿄 대학 법학부 정치학과를 졸업한 뒤 같은 해 10월 일본은행에 입행했다. 채용시험장에서 당시 채용부장으로 훗날 총재가 되는 사사키 다다시의 도움을 받았다고 한다. 이후 미에노는 마쓰모토지점장, 총무부장, 영업국장, 이사를 거쳐 1984년 12월 부총재에 취임했다. 총재였던 스미타 사토시가 사무차관까지 역임한 대장성 출신이었던 데 비해 미에노는 일은 출신이었기에 스미타를 제치고 실질적인 일은의 1인자로 금융 정책에 막강한 영향력을 행사하기도 했다.
1980년부터 일본은 금리 인하 국면이 계속 이어지고 있었는데 이 무렵 미에노는 금융 긴축의 필요성을 느끼고 있었다. 이때 1985년 9월 플라자 합의가 이루어지자 복심이던 영업국장 쓰쿠다 료에게 금리 인상을 주도하게 했다. 하지만 대장성과 외국이 거세게 항의하면서 금리 인상은 방해를 받았다. 이때 스미타가 연방준비제도 이사회 의장 폴 볼커와 회담하면서 금리 인하를 적극적으로 검토하겠다고 약속한 뒤 금리 인하를 추진하자 격렬하게 반대하며 금리 인상을 지속적으로 모색했다.
자산 가격에 거품이 끼는 것을 막기 위해서라도 금리는 인상할 필요가 있었다. 하지만 국민들의 반발을 우려한 대장성과 외국의 압력으로 일은은 끝내 금리 인상을 밀어붙이지 못했다. 결과적으로 금리 인상이 늦어지면서 거품이 생성되는 것을 허용한 형국이 되었다.
5년 임기를 끝내고 스미타가 퇴임하자 미에노가 후임 총재로 취임했다. 미에노는 총재가 되자마자 금융 긴축을 실시했다. 이는 거품경제를 무너뜨렸고 잃어버린 10년이라 불리게 되는 일본 역사상 최악의 경제 불황을 가져왔다. 이 부분은 미에노의 실수도 있던 것이 스미타가 추진한 정책을 한 번에 뒤엎어 경제의 연착륙에 실패했고 거품경제 붕괴 이후의 금융 완화 조치도 너무 늦게 취했다. 결국 일본 금융의 긴축 상황이 오래 이어지면서 잃어버린 10년을 넘어서 잃어버린 20년을 초래하고 말았다. 그리고 그 대처는 모두 후임 총재인 마쓰시타 야스오에게 맡겨야만 했다.
1992년에 총리대신 미야자와 기이치와 회담하여 일은특융을 통해 공적 자금을 투입하기로 합의를 이루어냈다. 하지만 재계와 대장성이 반대하자 미야자와는 합의를 파기해 버렸다. 훗날 미야자와는 당시 정관민의 주요 인사 중에서 위기 의식을 공유하고 있지 않던 건 미에노뿐이었다고 술회했다. 하지만 미에노는 미야자와가 약속을 해놓고선 손바닥 뒤집듯 파기해 버렸다며 매우 분개했다.
1994년 총재에서 물러난 미에노는 이후에도 인플레이션을 동반하지 않는 경제 성장을 주창하며 오랫동안 일은에 대한 영향력을 유지했다. 특히 일은 출신인 하야미 마사루(총재 임기는 1998년~2003년) 때에 심했다고 한다.
1995년부터 1999년까지 교린 대학 사회과학부와 종합정책학부에서 객원교수로 일했다. 2002년부터 2004년까지는 교린 대학 대학원 국제협력연구과 객원교수로 일했으며 2010년 9월부터 10월까지 『도쿄 신문』 석간지에 회상록 「이 길」을 연재했다. 스모에 대한 조예도 깊어 1990년대부터 2005년까지 요코즈나심의위원회 위원으로 참여했다.
2012년 4월 15일 도쿄도의 한 병원에서 심부전으로 사망했다. 향년 88세.

## 같이 보기
- 일본의 거품 경제